# Park Kyu-seon
Park Kyu-seon ((박규선?, 朴圭善?); Seul, 24 settembre 1981) è un ex calciatore sudcoreano, di ruolo centrocampista.

## Carriera

### Nazionale
Esordisce con la Corea del Sud nel 2004. Partecipa con la selezione olimpica ai Giochi di Atene 2004.

## Palmarès
- Giochi asiatici: 1

2002